# Tamalia pallida
Tamalia pallida är en insektsart som beskrevs av Richards 1967. Tamalia pallida ingår i släktet Tamalia och familjen långrörsbladlöss. Inga underarter finns listade i Catalogue of Life.